# Mapania immersa
Mapania immersa är en halvgräsart som först beskrevs av George Henry Kendrick Thwaites, och fick sitt nu gällande namn av George Bentham och Charles Baron Clarke. Mapania immersa ingår i släktet Mapania och familjen halvgräs.
Artens utbredningsområde är Sri Lanka. Inga underarter finns listade i Catalogue of Life.